# Diocesi di Limón
La diocesi di Limón (in latino: Dioecesis Limonensis) è una sede della Chiesa cattolica in Costa Rica suffraganea dell'arcidiocesi di San José de Costa Rica. Nel 2021 contava 333.330 battezzati su 465.140 abitanti. È retta dal vescovo Javier Gerardo Román Arias.

## Territorio
La diocesi comprende la provincia costaricana di Limón.
Sede vescovile è la città di Limón, dove si trova la cattedrale del Sacro Cuore di Gesù.
Il territorio è suddiviso in 17 parrocchie.

## Storia
Il vicariato apostolico di Limón fu eretta il 16 febbraio 1921 con la bolla Praedecessorum Nostrorum di papa Benedetto XV, ricavandone il territorio dalla diocesi di San José de Costa Rica, che contestualmente fu elevata al rango di arcidiocesi metropolitana.
Nel 1951 fu inaugurata la cattedrale.
Il 21 agosto 1961 si ampliò incorporando il cantone di Turrialba nella provincia di Cartago, che prima apparteneva all'arcidiocesi di San José de Costa Rica.
Nel 1991 la cattedrale è stata seriamente danneggiata in seguito a un terremoto. Visti i proibitivi costi di ricostruzione, si è intrapresa la costruzione di una nuova cattedrale.
Il 30 dicembre 1994 in forza della bolla Cum Vicariatus Apostolicus di papa Giovanni Paolo II il vicariato apostolico è stato elevato a diocesi.
Il 24 maggio 2005 ha ceduto il cantone di Turrialba a vantaggio dell'erezione della diocesi di Cartago.
Il 17 gennaio 2017 san Vincenzo de Paoli è stato confermato patrono della città e della diocesi di Limón.

## Cronotassi dei vescovi
Si omettono i periodi di sede vacante non superiori ai 2 anni o non storicamente accertati.
- Agustín Blessing Presinger, C.M. † (16 dicembre 1921 - 1º febbraio 1934 deceduto)
- Carlos Alberto Wollgarten, C.M. † (28 gennaio 1935 - 28 aprile 1937 deceduto)
- Juan Paulo Odendahl Metz, C.M. † (10 febbraio 1938 - 13 gennaio 1957 deceduto)
- Alfonso Hoefer (Höfer) Hombach, C.M. † (7 gennaio 1958 - 15 novembre 1979 dimesso)
- Alfonso Coto Monge  † (7 marzo 1980 - 30 dicembre 1994 dimesso)
- José Francisco Ulloa Rojas (30 dicembre 1994 - 24 maggio 2005 nominato vescovo di Cartago)
- José Rafael Quirós Quirós (2 dicembre 2005 - 4 luglio 2013 nominato arcivescovo di San José de Costa Rica)
- Javier Gerardo Román Arias, dal 21 marzo 2015

## Statistiche
La diocesi nel 2021 su una popolazione di 465.140 persone contava 333.330 battezzati, corrispondenti al 71,7% del totale.
| anno | popolazione | popolazione | popolazione | presbiteri | presbiteri | presbiteri | presbiteri                | diaconi | religiosi | religiosi | parrocchie |
| anno | battezzati  | totale      | %           | numero     | secolari   | regolari   | battezzati per presbitero | diaconi | uomini    | donne     | parrocchie |
| ---- | ----------- | ----------- | ----------- | ---------- | ---------- | ---------- | ------------------------- | ------- | --------- | --------- | ---------- |
| 1949 | 60.100      | 75.250      | 79,9        | 11         | 1          | 10         | 5.463                     |         | 11        |           | 6          |
| 1966 | 120.000     | 140.000     | 85,7        | 14         | 5          | 9          | 8.571                     |         | 9         | 30        | 9          |
| 1970 | 118.809     | 134.955     | 88,0        | 29         | 19         | 10         | 4.096                     |         | 10        | 33        | 13         |
| 1976 | 147.562     | 167.562     | 88,1        | 17         | 10         | 7          | 8.680                     |         | 8         | 31        | 15         |
| 1980 | 152.350     | 184.082     | 82,8        | 19         | 9          | 10         | 8.018                     |         | 21        | 33        | 15         |
| 1990 | 223.762     | 265.559     | 84,3        | 28         | 16         | 12         | 7.991                     |         | 12        | 45        | 16         |
| 1999 | 319.857     | 383.402     | 83,4        | 41         | 29         | 12         | 7.801                     |         | 13        | 42        | 19         |
| 2000 | 326.000     | 390.000     | 83,6        | 40         | 33         | 7          | 8.150                     |         | 8         | 44        | 20         |
| 2001 | 327.401     | 409.251     | 80,0        | 38         | 31         | 7          | 8.615                     |         | 8         | 42        | 20         |
| 2002 | 327.401     | 409.251     | 80,0        | 40         | 34         | 6          | 8.185                     |         | 7         | 40        | 20         |
| 2003 | 333.580     | 427.667     | 78,0        | 38         | 31         | 7          | 8.778                     |         | 9         | 49        | 20         |
| 2004 | 348.591     | 446.912     | 78,0        | 36         | 30         | 6          | 9.683                     |         | 7         | 45        | 21         |
| 2013 | 263.453     | 323.000     | 81,6        | 23         | 20         | 3          | 11.454                    |         | 4         | 32        | 15         |
| 2016 | 273.394     | 335.162     | 81,6        | 23         | 21         | 2          | 11.886                    |         | 3         | 31        | 15         |
| 2019 | 322.316     | 449.781     | 71,7        | 31         | 27         | 4          | 10.397                    |         | 6         | 39        | 16         |
| 2021 | 333.330     | 465.140     | 71,7        | 35         | 31         | 4          | 9.523                     |         | 5         | 32        | 17         |